# 김상규 (1977년)

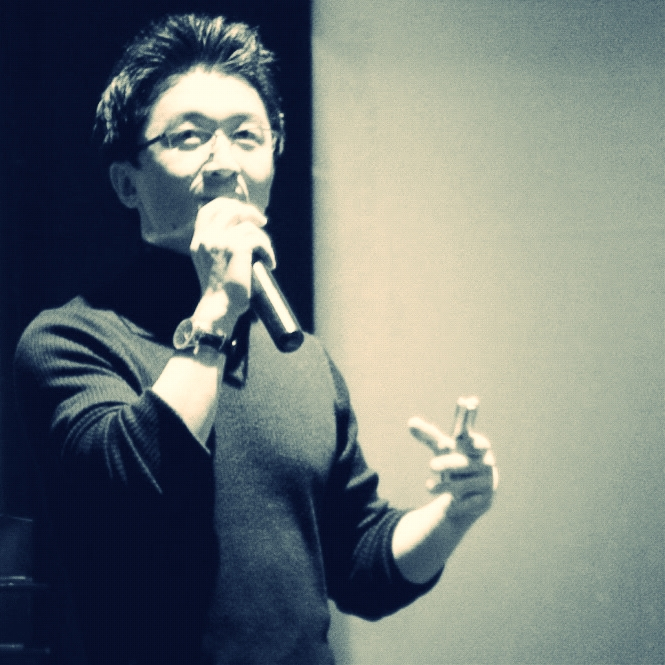
김상규(1977)는 대한민국의 기업인이다. AI-ML 기반 데이터 분석 전문기업 링크브릭스와 대한민국 초기기업 투자사인 링크브릭스벤처스의 공동 창업자이며 데이터 사이언티스트이다.

김상규(1977)는 대한민국의 기업인이다. AI-ML 기반 데이터 분석 전문기업 링크브릭스와 대한민국 초기기업 투자사인 링크브릭스벤처스의 공동 창업자이며 데이터 사이언티스트이다. 본인이 지윤성과 창업한 투자사 링크브릭스벤처스를 통하여 반도체 전문 설계 기업인 라이팩과 액시언에 주요 투자자로 참여하는 등 딥테크분야 공인 엑셀러레이터로도 활동하고 있다.

## 학력
- 광운대학교 정보통신대학원 석사 (멀티미디어 전공)
- 광운대학교 전자계산학 학사

## 경력
- 2021년 12월~현재 : 주식회사 링크브릭스벤처스 공동대표
- 2017년 2월~현재 : 주식회사 링크브릭스 대표이사
- 2013년 2월~2016년 11월 :  옐로모바일 (그룹 IDD) 기술전략 GM
- 2007년 1월~2013년 1월 : 주식회사 얼리어답터 이사 (신규사업총괄)

## 번역서
- 직장인을 위한 챗GPT : 업무 스킬업부터 자기 계발까지! 694개 ChatGPT 파워 프롬프트 가이드
- [한림 AI융합총서 1] 고등교육 분야의 디지털 글쓰기 기술 - 이론, 연구, 실무